# Gare de Cannes
Gare de Cannes vasútállomás Franciaországban, Cannes településen.

## Vasútvonalak
Az állomást az alábbi vasútvonalak érintik:
- Marseille–Ventimiglia-vasútvonal

## Kapcsolódó állomások
A vasútállomáshoz az alábbi állomások vannak a legközelebb:
- Gare de Golfe-Juan-Vallauris
- Gare de Cannes-La-Bocca
- Gare du Bosquet
- Gare de Saint-Raphaël-Valescure
- Gare d’Antibes